# Kuberry Rocks
Die Kuberry Rocks sind ein kleines Gebiet exponierter Felsen am nördlichen Ende der Coulter Heights im westantarktischen Marie-Byrd-Land. Sie liegen 10 km nordwestlich des Matikonis Peak.
Der United States Geological Survey kartierte sie anhand eigener Vermessungen und mithilfe von Luftaufnahmen der United States Navy zwischen 1959 und 1965. Das Advisory Committee on Antarctic Names benannte sie 1974 nach Richard W. Kuberry, Geomagnetologe und Seismologe auf der Byrd-Station zwischen 1969 und 1970.